# نسبت استاندارد آکادمی

نسبت استاندارد آکادمی، 1.375:1.

نسبت استاندارد آکادمی (انگلیسی: Academy ratio) یک نسبت ۴ به ۳ یا ۱/۳۳ به ۱ در دهانهٔ دوربین یا پروژکتور است که ابعاد تصویر را به همین نسبت بر فیلم ثبت می‌کند یا بر پرده نشان می‌دهد. این استاندارد را آکادمی علوم و هنرهای سینما در سال ۱۹۳۲ تعیین کرده است.